# Nociceptor
En nociceptor er en specialiseret nervecelle, hvis funktion er at "registrere smerte". Nociceptorer betegnes i daglig tale som smertereceptorer, og beskytter kroppen fra omgivelserne ved at reagere på stimuli af potentielt skadelig natur. 
Definitionen blev fastlagt i 1900-tallets begyndelse af Sir Charles Sherrington og stammer fra latin "nocere", at skade, og "receptor", modtager.